# 1度きりだぜ人生は—花の受験生応援歌—
1度きりだぜ人生は—花の受験生応援歌—（いちどきりだよじんせいは はなのじゅけんせいおうえんか）は、佐藤忠志の3枚目のシングル。1987年11月5日にファンハウスから発売された。現在は、廃盤となっている。

## 概要
カリスマ予備校講師として名高かった佐藤忠志の大学受験生を応援する歌として特別にリリースされた楽曲。演歌調の曲から始まり、途中でラップ調になり、最後にまた演歌調のBGMで締めくくるという曲になっている。

## 収録曲
1. 1度きりだぜ人生は—花の受験生応援歌—
作詞：秋元康、作曲：見岳章、編曲：見岳章・辻陽
2. 1度きりだぜ人生は—花の受験生応援歌—（カラオケ・バージョン）